# Nagroda Solidarności
Nagroda Solidarności – polska nagroda przyznawana w latach 2014–2015 i od 2024 przez Ministra Spraw Zagranicznych za wybitne działania na rzecz promocji i ochrony demokracji i wolności obywatelskich. Nosi imię Lecha Wałęsy.
Po 2015 przyznawanie nagrody zawieszono. Jej przyznawanie wznowiono w 2024.

## Proces wyboru
Proces wyboru laureata jest dwuetapowy. Zaangażowanych jest 15 osobistości ze świata, nominatorów, którzy zgłaszają swoich kandydatów. Wśród nominatorów znajdują się m.in. laureaci Pokojowej Nagrody Nobla, obecni i byli ministrowie spraw zagranicznych oraz uznane światowe autorytety w dziedzinie wspierania demokracji i praw człowieka.
Co roku skład jednej trzeciej grona nominatorów ulega zmianie. Ostateczną decyzję o przyznaniu nagrody podejmuje kapituła, której pierwszym przewodniczącym został b. prezydent RP Lech Wałęsa.

### Nominatorzy
- 2014: Catherine Ashton, Władysław Bartoszewski, Carl Bildt, Emma Bonino, Carl Gershman, Paul Graham, Tawakkul Karman, Frank La Rue, Myrosław Marynowycz, Roza Otunbajewa, Mary Robinson, Arsienij Roginski, Adam Daniel Rotfeld, Yoani Sánchez, Aung San Suu Kyi[8].

## Nagroda
Każdy z laureatów otrzymuje statuetkę zaprojektowaną przez Krzysztofa Nitscha. Nagroda Solidarności ma również znaczny wymiar finansowy – 1 mln euro, z czego 250 tysięcy euro otrzymuje laureat. 50 tysięcy euro  przeznaczonych zostanie na wizytę studyjną w Polsce. 700 tysięcy euro zostanie przeznaczonych na realizację programów w ramach polskiej pomocy rozwojowej w obszarach tematycznych wskazanych przez laureata.

## Laureaci
Laureatem Nagrody Solidarności może zostać wyłącznie osoba, która działając w duchu międzynarodowej solidarności przyczynia się do umocnienia demokracji i wolności obywatelskich na świecie. Nie ma możliwości przyznania nagrody organizacjom.
- 2014: Mustafa Dżemilew[9], ukraiński lider walki o prawa Tatarów krymskich, kilkakrotnie nominowany do Pokojowej Nagrody Nobla
- 2015: Żanna Niemcowa[10], dziennikarka, najstarsza córka rosyjskiego opozycjonisty Borisa Niemcowa
- 2024: Pawieł Łatuszka[11], białoruski opozycjonista